# Luculia pinceana
Luculia pinceana är en måreväxtart som beskrevs av William Jackson Hooker. Luculia pinceana ingår i släktet Luculia och familjen måreväxter.
Artens utbredningsområde är Assam (Indien). Inga underarter finns listade i Catalogue of Life.